# Bezmiara Kadın
Bezmiara Kadın (en turco otomano: بزم آرا قادین‎; " banquete adornado "; fallecida en 1909), conocida también como Bezmican o Bezmi, era la quinta consorte, de origen circasiano, del sultán otomano Abdülmecit I e hija adoptiva de Ismail Kamil Pasha.

## Nombre
Los historiadores turcos Necdet Sakaoglu y Chagatai Uluchay indican el nombre de la sexta esposa de Abdülmecit I como "Bezmiar", pero tenga en cuenta que en las listas de los ikbals del sultán y algunas otras fuentes, ella también aparece bajo el nombre de "Bezmijan". Anthony Alderson en su libro "La estructura de la dinastía otomana" y el autor de memorias Harun Achba lo llaman "Bezmi".

## Primero años y Orígenes
No hay información sobre el origen real de Bezmiara, pero Harun Achba escribe que era de origen circasiano y posiblemente nacida en el año de 1834, Bezmiara Kadın era la hija adoptiva de Fatma Zehra Hanım conocida como "Mısırlı Hanım", hija de Mehmed Arif Pasha y nieta del gran visir Halil Hamid Pasha, su padre adoptivo era Ismail Kamil Pasha, el hijo de Muhammad Ali de Egipto, Después de la muerte de Ismail Pasha, se mudó a Estambul, y se instaló en el palacio de Halil Hamid Pasha ubicado en Akıntıburnu. Mientras aún estaba en el palacio egipcio, Bezmiara recibió una buena educación. Una vez en la alta sociedad de Estambul, logró encantar a sus miembros con sus habilidades para conversar su belleza. Toda la capital hablaba de esta chica, y un día el sultán Abdulmejid oyó hablar de ella, para luego invitarla al palacio imperia. Abdülmecit I se enamoró inmediatamente de Bezmiara y se casó con ella en 1849. Sakaoglu escribe que el sultán celebró una nikah con una mujer libre por primera vez después del matrimonio de Osman II y Akile Khatun. Chagatay Uluchay señala que tal matrimonio era contrario a las tradiciones palaciegas.  

## Vida en el Harén
Sakaoglu describe su relación con la familia del sultán de manera diferente: al llegar a Estambul, con el tiempo, la madrastra de Bezmiara pudo establecer vínculos estrechos con la dinastía otomana y a menudo visitaba el palacio con su hijastra, donde Bezmiara mostró su talento. En una de estas visitas, Bezmiara, tocando el piano, fue atrapada por Abdülmecit, quien escuchó mucho sobre la invitada de la casa y deseó que ella entrara en su harén. Cuando Mısırlı Hanim se enteró de esto, le anunció al sultán que Bezmiara no era una concubina esclava, sino una niña libre adoptada por ella, y que solo podía convertirse en la mujer del sultán a través del matrimonio oficial. Abdulmejid aceptó los términos de Zehra. Después de la ceremonia oficial, Bezmiara, con un elegante vestido adornado con piedras preciosas y perlas, con joyas de esmeraldas, rubíes, turquesas y diamantes en la cabeza, el cuello y los hombros, llegó al palacio del sultán en una "procesión nupcial" con una gran dote. . Sakaoglu señala que el ministro de Pesca, Ali Rıza Bey, escribe en su obra “Istanbul Life in Old Times” que Bezmiara recibió inmediatamente el título de sexta esposa (kadyn-efendi ), ya que se concluyó una nikah con ella, y se prepararon lujosas cámaras para ella en el harén . Al mismo tiempo, Harun Achba escribe que Bezmiara recibió el título de quinta esposa, y Chagatay Uluchay - que Bezmiara ingresó al harén como el sexto ikbal y luego fue elevado al estado de sexta esposa. Sakaoglu también señala que Bezmiara recibió el estatus de sexta ikbal cuando se comprometió con el sultán, y el estatus de sexta esposa después de la boda. Ahmed Cevdet Pasha llama a Bezmiara la quinta esposa del sultán.
El 22 de febrero de 1850, dio a luz a su única hija, Mükbile Sultan en el Palacio de Çırağan , que murió a la edad de dos meses. Abdulmejid no solo amaba a Bezmiara sino que la estimaba. La hizo trasladar a una agradable galera que le había regalado. Aquí formó una relación íntima con un tal Tevfik Paşa.

## Segundo Matrimonio
Harun Achba y Chagatai Uluchay señalan otra razón por la que Bezmiara abandonó el harén: nunca pudo acostumbrarse a la vida cerrada en el palacio del sultán, que era muy diferente de su vida libre en el palacio de Egipto. Uluchay también escribe que la mujer inició conflictos con otras esposas a causa de los celos . Finalmente, Abdul-Mejid I le dio el divorcio a Bezmiara. El Ministro de Pesca, Ali Ryza Bey, escribe que Bezmiara no se dio cuenta del valor de su puesto, al que se le rendía homenaje en el harén, y, al final, se divorció de Abdülmecit y de su madre adoptiva Zehra Hanim, aprendiendo sobre el divorcio, estaba así de molesta que se murió de pena. Ahmed Cevdet Pasha, por otro lado, escribió en su obraTezakir , que “Bezmi Hanim'', la quinta esposa del sultán, se divorció de él debido a su mal genio y ahora (2 de junio de 1859) estaba casada con el militar Tevfik Pasha. A todos les pareció muy feo de su parte, ya que antes esto era inaudito” .
En 1859 Bezmiara se casó con un artista y una figura militar (teniente general) Tevfik Pasha. Según Melek-khanym, quien cita a Sakaoglu, “Bezmiara, después de dejar el palacio, comenzó a comportarse con una arrogancia cada vez mayor. Habiendo establecido una relación francamente cálida con un hombre llamado Tevfik Pasha, desafió al sultán y se casó con este hombre. Este fue el primer ejemplo en la historia del Imperio Otomano, cuando la exesposa del sultán se casó con un mortal común. Abdulmecid parecía indiferente al segundo matrimonio de su ex mujer. Aunque Tevfik Pasha tenía un ingreso pequeño, hizo gastos exorbitantes en entretenimiento y se endeudó; engañó a todos los que trataron con él" .. Juntos tuvieron a su única hija, Emine Cavidan Hanim.

## Muerte
Sakaoglu señala que se desconocen la fecha y el lugar de la muerte de Bezmiara, así como el lugar del entierro de su cuerpo, pero Harun Achba indica que murió el 25 de enero de 1909 a la edad de 75 años y está enterrada en la tumba del sultán Mahmud II en Estambul.